# Шкофі
Шкофі (словен. Škofi) — поселення в общині Комен, Регіон Обално-крашка, Словенія. Висота над рівнем моря: 214,3 м.